# Medford (Wisconsin)
Medford is een plaats (city) in de Amerikaanse staat Wisconsin, en valt bestuurlijk gezien onder Taylor County.

## Demografie
Bij de volkstelling in 2000 werd het aantal inwoners vastgesteld op 4350. In 2006 is het aantal inwoners door het United States Census Bureau geschat op 4140, een daling van 210 (-4,8%).

## Geografie
Volgens het United States Census Bureau beslaat de plaats een oppervlakte van 9,2 km², waarvan 9,1 km² land en 0,1 km² water. Medford ligt op ongeveer 450 m boven zeeniveau.

## Plaatsen in de nabije omgeving
De onderstaande figuur toont nabijgelegen plaatsen in een straal van 24 km rond Medford.